# Break My Heart
Break My Heart – utwór muzyczny angielskiej piosenkarki Duy Lipy, wydany 25 marca 2020 roku nakładem wytwórni Warner Records jako trzeci singel promujący jej drugi album studyjny – Future Nostalgia, natomiast 31 marca jako drugi singel w Stanach Zjednoczonych.

## Geneza
„Break My Heart”, a także „Physical” wyciekło do sieci w styczniu 2020 roku. W wywiadzie dla australijskiego programu śniadaniowego Sunrise, Lipa ujawniła, że utwór zostanie potencjalnym trzecim singlem zapowiadającym Future Nostalgia. 20 marca piosenkarka ujawniła datę premiery nagrania (27 marca) a także jego oficjalną okładkę na swoich oficjalnych profilach w serwisach Twitter i Instagram, jednakże 4 dni później z powodu trwającej pandemii COVID-19 oraz całkowitego wycieku płyty, zostało ono wydane 2 dni wcześniej.

## Certyfikaty i sprzedaż
| Kraj                         | Certyfikat          | Sprzedaż   |
| ---------------------------- | ------------------- | ---------- |
| Australia (ARIA)             | 2x platynowa płyta  | 140 000+   |
| Austria (IFPI Austria)       | platynowa płyta     | 30 000+    |
| Belgia (BEA)                 | platynowa płyta     | 40 000+    |
| Brazylia (Pro-Música Brasil) | 3x diamentowa płyta | 480 000+   |
| Dania (IFPI Danmark)         | platynowa płyta     | 90 000+    |
| Francja (SNEP)               | diamentowa płyta    | 333 333+   |
| Hiszpania (Promusicae)       | 2x platynowa płyta  | 120 000+   |
| Kanada (MC)                  | 5x platynowa płyta  | 400 000+   |
| Niemcy (BVMI)                | złota płyta         | 200 000+   |
| Norwegia (IFPI Norge)        | 2x platynowa płyta  | 120 000+   |
| Nowa Zelandia (RMNZ)         | 3x platynowa płyta  | 90 000+    |
| Polska (ZPAV)                | 4x platynowa płyta  | 200 000+   |
| Portugalia (AFP)             | 2x platynowa płyta  | 20 000+    |
| Stany Zjednoczone (RIAA)     | platynowa płyta     | 1 000 000+ |
| Wielka Brytania (BPI)        | platynowa płyta     | 600 000+   |
| Włochy (FIMI)                | platynowa płyta     | 70 000+    |

## Historia wydania
| Obszar            | Data          | Format                               | Wytwórnia      | Przypisy |
| ----------------- | ------------- | ------------------------------------ | -------------- | -------- |
| Cały świat        | 25 marca 2020 | digital download, media strumieniowe | Warner Records | [ 37 ]   |
| Australia         | 27 marca 2020 | contemporary hit radio               | Warner Records | [ 38 ]   |
| Wielka Brytania   | 27 marca 2020 | contemporary hit radio               | Warner Records | [ 39 ]   |
| Stany Zjednoczone | 31 marca 2020 | contemporary hit radio               | Warner Records | [ 40 ]   |